# 趙綱
趙綱（1435年—？），字振紀，山東兗州府濟寧州人，明朝政治人物。進士出身。

## 生平
山東鄉試第三十九名。天順八年（1464年）甲申科會試第六十六名，殿試登進士第三甲第十六名。

## 家族
曾祖趙文善。祖父趙允陞。父亲趙克恭，曾任典史。